# Thladiantha
Thladiantha Bunge, 1835 è un genere di piante appartenenti alla famiglia delle Cucurbitaceae. L'areale nativo di questo genere va dall'Estremo Oriente russo all'Asia tropicale.

## Tassonomia
Il genere comprende le seguenti specie:
- Thladiantha angustisepala W.J.de Wilde & Duyfjes
- Thladiantha capitata Cogn.
- Thladiantha cordifolia (Blume) Cogn.
- Thladiantha davidii Franch.
- Thladiantha dentata Cogn.
- Thladiantha dimorphantha Hand.-Mazz.
- Thladiantha dubia Bunge
- Thladiantha grandisepala A.M.Lu & Zhi Y.Zhang
- Thladiantha henryi Hemsl.
- Thladiantha hookeri C.B.Clarke
- Thladiantha indochinensis Merr.
- Thladiantha lijiangensis A.M.Lu & Zhi Y.Zhang
- Thladiantha longifolia Cogn. ex Oliv.
- Thladiantha longipedicellata G.Xie, Ying Qin & Yan Liu
- Thladiantha longisepala C.Y.Wu, A.M.Lu & Zhi Y.Zhang
- Thladiantha maculata Cogn. ex Oliv.
- Thladiantha medogensis A.M.Lu & J.Q.Li
- Thladiantha montana Cogn.
- Thladiantha nudiflora Hemsl.
- Thladiantha oliveri Cogn. ex Oliv.
- Thladiantha palmatipartita A.M.Lu & C.Jeffrey
- Thladiantha punctata Hayata
- Thladiantha pustulata (H.Lév.) C.Jeffrey ex A.M.Lu & Zhi Y.Zhang
- Thladiantha sessilifolia Hand.-Mazz.
- Thladiantha setispina A.M.Lu & Zhi Y.Zhang
- Thladiantha villosula Cogn.
- Thladiantha ziroensis Yanka & Arup K.Das